# لوكاس موراليس
لوكاس موراليس (بالإسبانية: Lucas Morales)‏ هو لاعب كرة قدم أوروغواياني، ولد في 14 فبراير 1994 في مونتفيدو في الأوروغواي. لعب مع ديفينسور سبورتينغ.

## وصلات خارجية
- لوكاس موراليس على موقع قاعدة بيانات كرة القدم.إي يو (الإنجليزية)
- لوكاس موراليس على موقع Soccerway.com (الإنجليزية)